# Newbury (Vermont)
Newbury ist eine Town im Orange County des Bundesstaates Vermont in den Vereinigten Staaten mit 2293 Einwohnern (laut Volkszählung von 2020).

## Geografie

### Geografische Lage
Newbury liegt im Nordosten des Orange Countys, an der Grenze zu New Hampshire. Diese wird gebildet durch den Connecticut River, den Grenzfluss zwischen Vermont und New Hampshire. Der größte See auf dem Gebiet der Town ist der zentral gelegene Halls Lake. Nordwestlich von diesem befinden sich der Round Pond und der Long Pond, nordöstlich der Harriman Pond. Die Oberfläche ist hügelig, ohne höhere Berge. Die höchste Erhebung ist der 416 m hohe Jefferson Hill.

### Nachbargemeinden
Alle Entfernungen sind als Luftlinien zwischen den offiziellen Koordinaten der Orte aus der Volkszählung 2010 angegeben.
- Norden: Ryegate, 3,6 km
- Osten: Haverhill (New Hampshire), 14,0 km
- Süden: Bradford, 5,8 km
- Südwesten: Corinth, 18,5 km
- Westen: Topsham, 16,6 km
- Nordwesten: Groton, 16,0 km

### Stadtgliederung
Zur Town Newbury gehören die Villages Newbury und Wells River. Wells River selbst ist bekannter als die Town Newbury, in der es liegt.

### Klima
Die mittlere Durchschnittstemperatur in Newbury liegt zwischen −9,44 °C (15 °Fahrenheit) im Januar und 18,3 °C (65 °Fahrenheit) im Juli. Damit ist der Ort gegenüber dem langjährigen Mittel der USA um etwa 9 Grad kühler. Die Schneefälle zwischen Mitte Oktober und Mitte Mai liegen mit mehr als zwei Metern etwa doppelt so hoch wie die mittlere Schneehöhe in den USA. Die tägliche Sonnenscheindauer liegt am unteren Rand des Wertespektrums der USA, zwischen September und Mitte Dezember sogar deutlich darunter.

## Geschichte
Benning Wentworth vergab den Grant für Newbury am 18. März 1763 an Jacob Bayley und 74 weitere. Der Grant von Newbury gehörte zu den New Hampshire Grants. Zeitgleich vergab Wentworth einen Grant auf der östlichen Seite an Moses Hazen und weitere. Die Namen der Towns wurden von beiden nach ihren ehemaligen, ebenfalls benachbarten Heimattowns in Massachusetts benannt: Newbury und Haverhill. Bayley und Hazen schlossen Freundschaft und arbeiteten bei verschiedenen Projekten zusammen, wie der Bayley–Hazen Military Road. Die Besiedlung von Newbury startete bereits 1762, die erste Familie, die sich in der Town niederließ, war die von Samuel Sleepner, einem Quaker, der später nach Bradford weiterzog. Organisiert wurde die Town bereits kurz nachdem die Besiedlung gestartet war.
Aus dem 1831 gegründeten Newbury Seminary, einer Schule der Methodistischen und Wesleyanischen Kirche, ging das Vermont College of Fine Arts hervor, und auch die Boston University wurde zunächst als methodistisches Seminar, das Newbury Biblical Institute, im Jahre 1839 in Newbury gegründet.

### Einwohnerentwicklung
| Jahr      | 1700 | 1710 | 1720 | 1730 | 1740 | 1750 | 1760 | 1770 | 1780 | 1790 |
| --------- | ---- | ---- | ---- | ---- | ---- | ---- | ---- | ---- | ---- | ---- |
| Einwohner |      |      |      |      |      |      |      |      |      | 873  |
| Jahr      | 1800 | 1810 | 1820 | 1830 | 1840 | 1850 | 1860 | 1870 | 1880 | 1890 |
| Einwohner | 1304 | 1363 | 1623 | 2225 | 2579 | 2984 | 2549 | 2241 | 2316 | 2080 |
| Jahr      | 1900 | 1910 | 1920 | 1930 | 1940 | 1950 | 1960 | 1970 | 1980 | 1990 |
| Einwohner | 2125 | 2035 | 1908 | 1744 | 1723 | 1667 | 1452 | 1440 | 1699 | 1985 |
| Jahr      | 2000 | 2010 | 2020 | 2030 | 2040 | 2050 | 2060 | 2070 | 2080 | 2090 |
| Einwohner | 1955 | 2216 | 2293 |      |      |      |      |      |      |      |

## Wirtschaft und Infrastruktur

### Verkehr
Durch die Town führt in nordsüdlicher Richtung die Interstate 91 von Ryegate im Norden nach Bradford im Süden. Östlich von der Interstate verläuft der U.S. Highway 5 ebenfalls in nordsüdlicher Richtung. Der U.S. Highway 302 streift im Nordosten die Town, er verläuft in westöstlicher Richtung von Groton nach Bath in New Hampshire. Die Bahnstrecke White River Junction–Lennoxville hatte eine Haltestelle in Newbury.

### Öffentliche Einrichtungen
Es gibt kein Krankenhaus in Newbury. Das Cottage Hospital in Woodsville, New Hampshire, ist das nächstgelegene Krankenhaus.

### Bildung

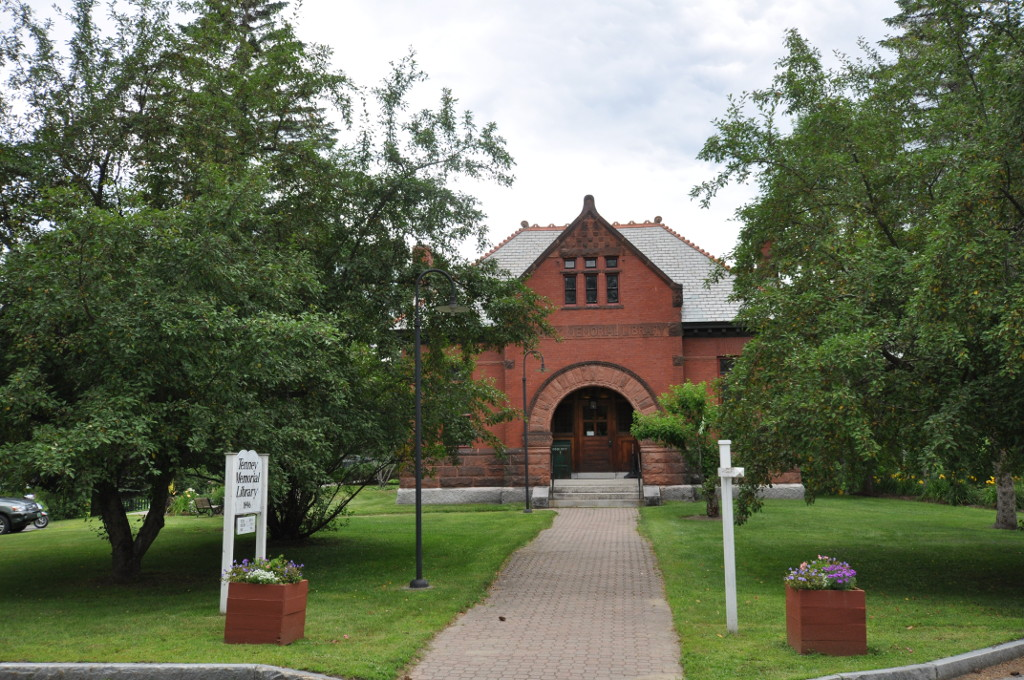
Tenney Memorial Library

Newbury gehört zur Orange East Supervisory Union, zu ihr gehören die Towns Bradford, Newbury, Corinth, Thetford und Topsham. In Newbury befindet sich die Newbury Elementary School mit Klassen vom Kindergarten bis zum sechsten Schuljahr. Die Blue Mountain Union School befindet sich im Village Wells River. Etwa 450 Schülerinnen und Schüler besuchen Klassen von Pre-School bis zum 12. Schuljahr. Auch aus den benachbarten Towns Groton und Ryegate.
Die Tenney Memorial Central Library wurde auf einer Fläche errichtet, die zuvor dem Newbury Spring Hotel, einem ehemaligen Hotel aus der Mitte des 19. Jahrhunderts, an den schwefelhaltigen Quellen von Newbury . Martha Tenney wurde dieses Land zum Kauf angeboten, und sie bot der Town die Schenkung einer Bibliothek in Erinnerung an ihren Vater, einem Farmer aus Newbury, an. Die Town nahm das Angebot an und der Bau eines romanischen Bibliotheksgebäudes begann 1897. Im selben Jahr wurde es der Town übergeben. 2001 wurde die Bibliothek erweitert und ein behindertengerechter Zugang geschaffen.

## Persönlichkeiten

### Söhne und Töchter der Stadt
- Henry W. Keyes (1863–1938), Politiker, US-Senator
- George W. Webber (1825–1900), Politiker, Abgeordneter im US-Repräsentantenhaus